# Zimowa wyprawa na Mount Everest 1980

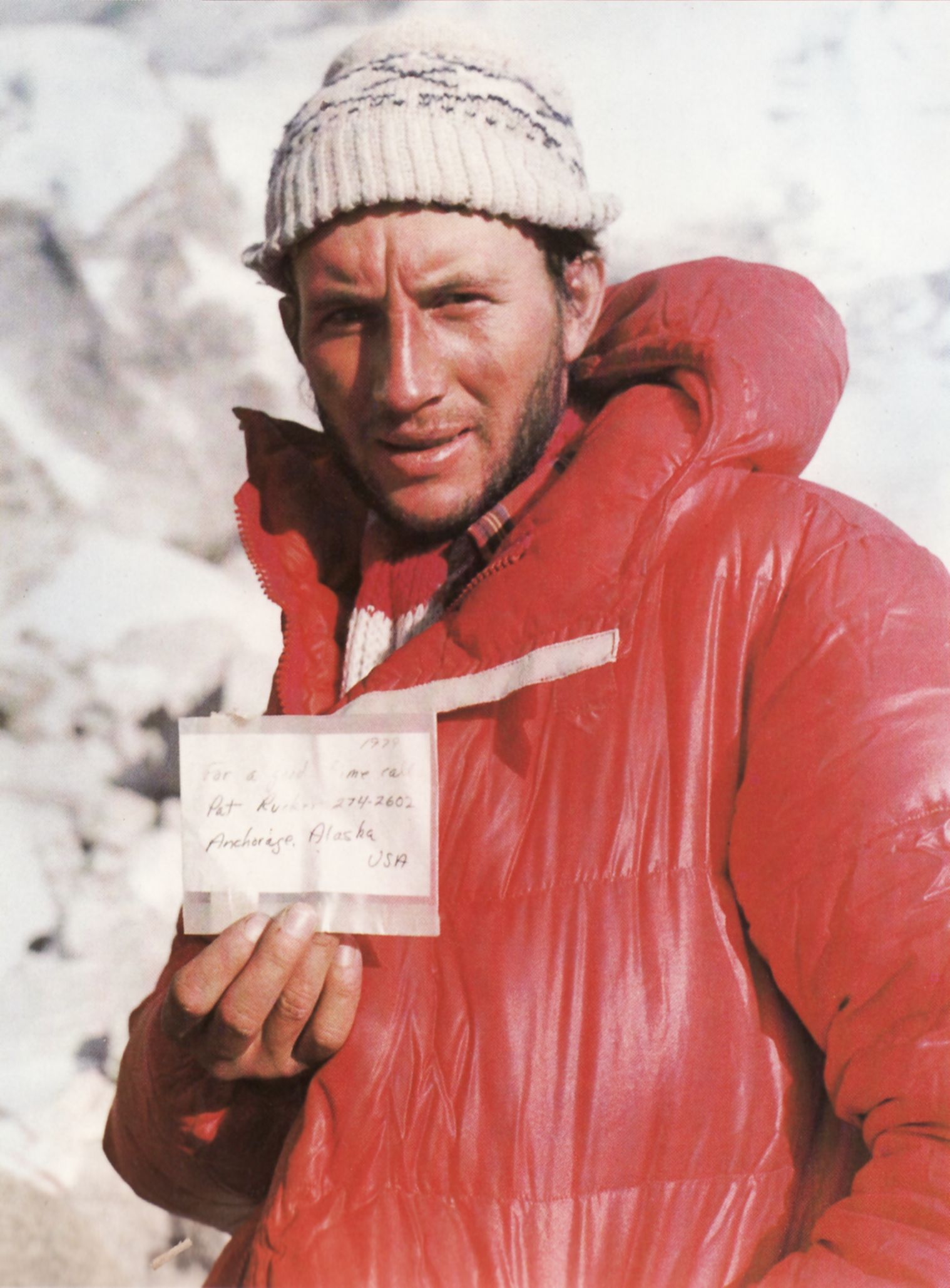
Leszek Cichy zimą 1980 prezentuje notatkę, którą w 1979 Ray Genet zostawił na wierzchołku Mount Everest

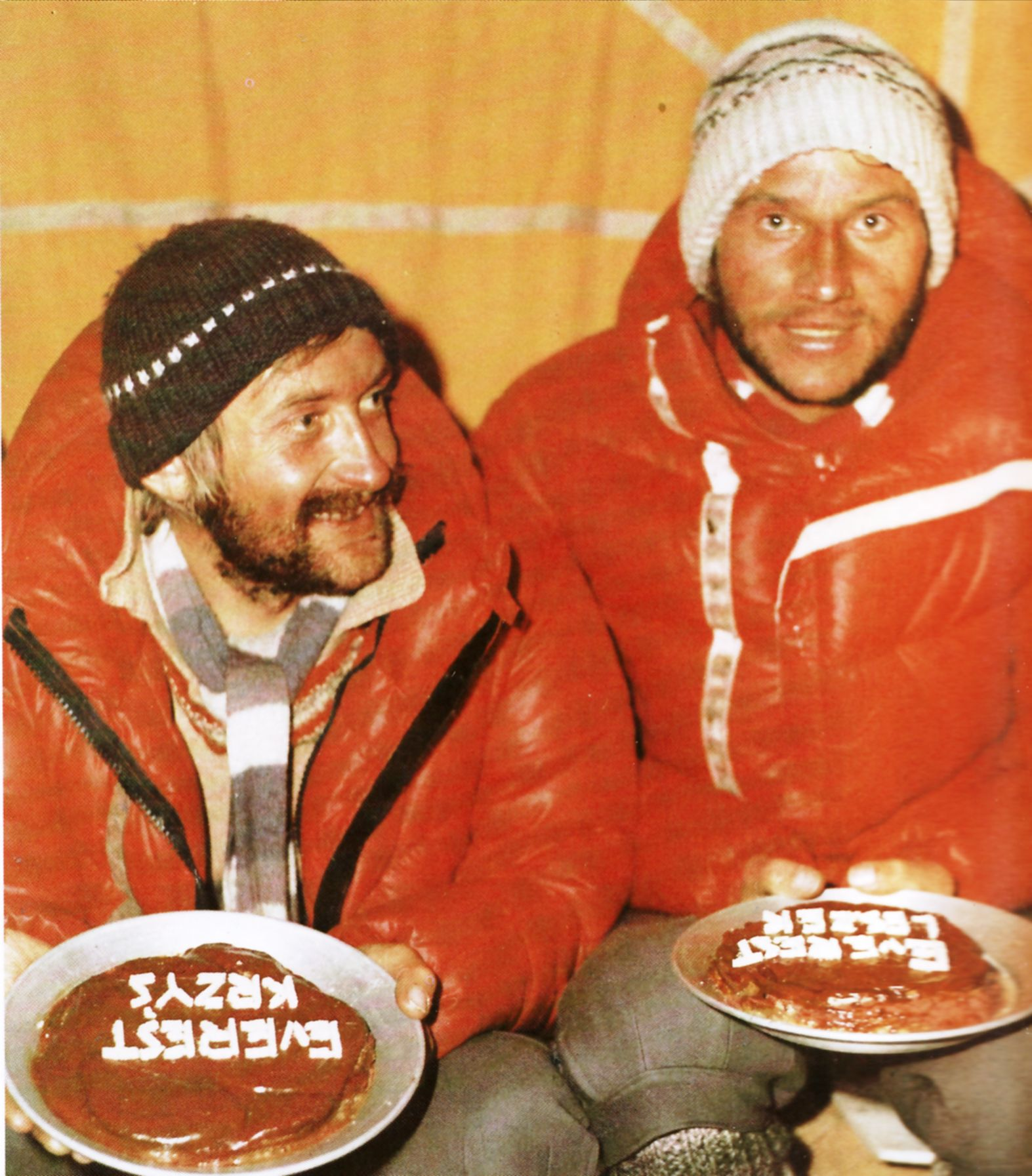
Świętowanie w bazie pierwszego zimowego wejścia na Mount Everest dokonanego 17 lutego 1980 przez Krzysztofa Wielickiego i Leszka Cichego

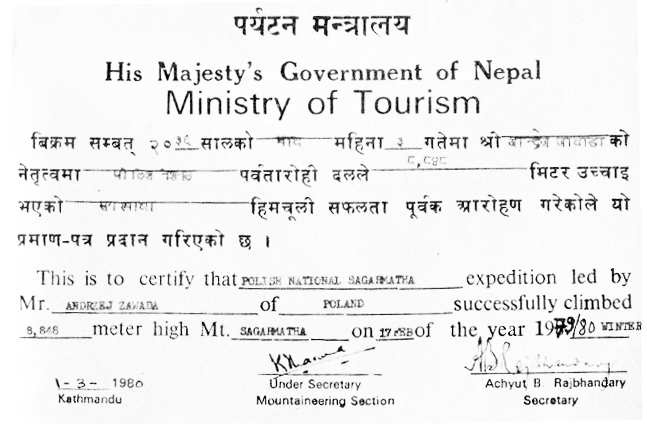
Potwierdzenie zdobycia szczytu wydane przez władze nepalskie

Zimowa wyprawa na Mount Everest 1979/1980 – przełomowa wyprawa w dziejach światowego himalaizmu – w czasie tej wyprawy zdobyto po raz pierwszy ośmiotysięcznik w zimie, co otworzyło nowy front działań himalaistycznych – wyprawy zimowe w najwyższe góry świata.
Reinhold Messner w wywiadzie dla Gazety Wyborczej z sierpnia 2014 r. uznał, że było to „najważniejsze wejście na ośmiotysięcznik w historii alpinizmu”.

## Kalendarium
1977:
- 11 maja – zarząd Polskiego Związku Alpinizmu zatwierdza ramowy plan wyprawy narodowej na Mount Everest lub K2 i mianuje kierownikiem wyprawy Andrzeja Zawadę

1978:
- listopad-grudzień – pobyt Andrzeja Zawady w Nepalu i Pakistanie w celu uzyskania zezwolenia na wyprawę w sezonie zimowym 1979-80

1979:
- 22 listopada – oficjalna zgoda władz Nepalu na wyprawę
- 7, 15 i 19 grudnia – odlot do Nepalu kolejno: Andrzeja Zawady, pierwszej i drugiej grupy alpinistów

1980:
- 5 stycznia – ukończenie budowy bazy na lodowcu Khumbu
- 6 stycznia – założenie obozu I na wysokości 6000 m n.p.m. (Andrzej Heinrich, Krzysztof Wielicki)
- 9 stycznia – założenie obozu II na wysokości 6500 m n.p.m. (grupa ośmioosobowa)
- 15 stycznia – założenie obozu III na wysokości 7150 m n.p.m. (Ryszard Gajewski, Maciej Pawlikowski, Krzysztof Żurek)
- 26 stycznia-9 lutego – przerwa w akcji górskiej spowodowana huraganowym wiatrem
- 11 lutego – wejście na Przełęcz Południową i rozpoczęcie zakładania obozu IV na wysokości 8000 m n.p.m. (Leszek Cichy, Walenty Fiut, Krzysztof Wielicki)
- 13 lutego – założenie obozu IV na wysokości 8000 m n.p.m. (Leszek Cichy, Walenty Fiut, Krzysztof Wielicki)
- 14 lutego – Ryszard Szafirski podchodzi z Przełęczy Południowej na wysokość 8150 m n.p.m. pozostawiając depozyt tlenowy
- 15 lutego – koniec pierwotnego pozwolenia na atak szczytowy wydanego przez władze nepalskie; po kontakcie radiowym pozwolenie zostało przedłużone o dwa dni – w celu przeprowadzenia ostatniego ataku szczytowego; Andrzej Heinrich i Pasang Norbu dochodzą bez używania dodatkowego tlenu na wysokość 8350 m n.p.m.
- 17 lutego – zdobycie szczytu przez Krzysztofa Wielickiego i Leszka Cichego.
- 18-19 lutego – likwidowanie i porządkowanie obozów (obozy I i II pozostały na wyprawę wiosenną)

## Uczestnicy
- Andrzej Zawada – kierownik
- Ryszard Dmoch – zastępca kierownika
- Andrzej Zygmunt Heinrich – zastępca kierownika ds. sportowych
- Leszek Cichy – zdobywca szczytu
- Krzysztof Cielecki
- Walenty Fiut
- Ryszard Gajewski
- Jan Holnicki-Szulc
- Aleksander Lwow
- Janusz Mączka
- Kazimierz Olech
- Maciej Pawlikowski
- Marian Piekutowski
- Ryszard Szafirski
- Krzysztof Wielicki – zdobywca szczytu
- Krzysztof Żurek

- Józef Bakalarski – filmowiec
- Bogdan Jankowski – radiooperator
- Robert Janik – lekarz
- Stanisław Jaworski – filmowiec
- Stanisław Kardasz – ksiądz
- Krzysztof i Mirek Wiśniewscy – kierowcy